# Interregio-Express

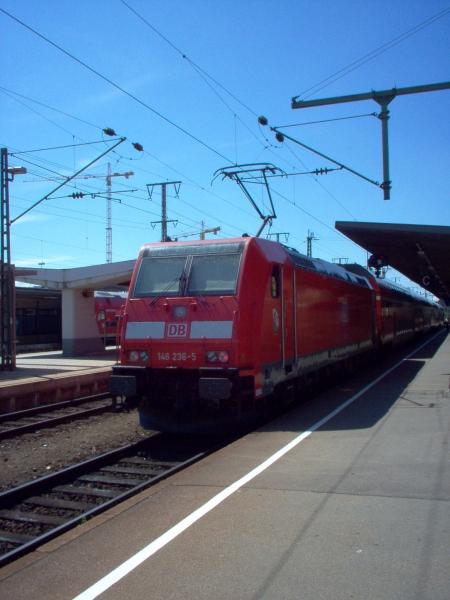
Interregio-Express на Шварцвальдбані (Баден) на станції Зінген

Interregio-Express (IRE) — залізнична служба місцевого громадського транспорту, яку обслуговує Deutsche Bahn і доступна лише в німецьких землях Баден-Вюртемберг, Баварія, Саксонія, Саксонія-Ангальт і Берлін (до грудня 2024 року також на Високорейнській залізниці, що прямує через Швейцарію). 

Послуга IRE була вперше представлена в літньому розкладі 2001 року через дедалі більше скасування маршрутів Interregio міжміським підрозділом DB (DB Fernverkehr). 
У результаті кілька німецьких земель замовили поїзди InterRegioExpress на скасованих маршрутах. 
Крім того, поїзди IRE також були запроваджені на маршрутах, які раніше не мали послуг Interregio (наприклад, на маршрутах Штутгарт — Тюбінген — Аулендорф і Ульм — Аален).
На відміну від колишніх поїздів Interregio , поїзди IRE класифіковані як місцеві пасажирські поїзди, тому ними можуть користуватися пасажири з місцевими квитками (група продуктів C тарифів DB, а також квитки, видані керівниками пасажирського транспорту). 
Однак це призвело до того, що деякі пасажири були збентежені, особливо спочатку, тому що вони часто не усвідомлювали, що вони можуть скористатися цими поїздами з місцевими квитками. 
Крім того, спочатку новий тип поїзда часто помилково називали InterRegionalExpress або за іронією долі InterRegioErsatz (замінник InterRegio). 
Проте з того часу закріпилася назва Interregio-Express.

## Маршрути Interregio-Express
Баден-Вюртемберг (також транскордонні поїзди до Баварії та Швейцарії):
- IRE (Штутгарт – Плохінген – Геппінген –) Ульм – Біберах – Аулендорф – Фрідріхсгафен-штадт – Ліндау (залізниця Ульм — Фрідріхсгафен[en] і Фільзтальбан[de])
- IRE Штутгарт – Ройтлінген – Тюбінген – Балінген – Зігмарінген – Бад-Заульгау — Аулендорф (–Ульм) (залізниця Плохінген — Іммендінген[en], залізниця Тюбінген — Зігмарінген[en] і залізниця Ульм — Фрідріхсгафен[en])
- IRE Карлсруе – Пфорцгайм – Штутгарт (залізниця Карлсруе — Мюлаккер, Вюртемберзька західна залізниця[en], ВШЗ Мангайм — Штутгарт)
- IRE Карлсруе– Оффенбург – Філлінген-Швеннінген — Зінген — Констанц — Кройцлінген (Райнтальбан, Шварцвальдбан (Баден))
- IRE Ульм — Біберах — Равенсбург — Фрідріхсгафен — Зінген — Шаффгаузен – Вальдсгут – Тінген – Базель-Бадішер (залізниця Ульм — Фрідріхсгафен[en], Верхньорейнська залізниця)
- IRE Ульм — Ехінген (Дунай) — Зігмарінген — Тутлінген — Донауешинген — Нойштадт (Шварцвальд) (Дунайтальбан: залізниця Тутлінген — Інцігкофен[en] і залізниця Ульм — Зігмарінген[en])
- IRE Ульм — Гайденгайм — Аален (залізниця Аален — Ульм[en])
- IRE Штутгарт — Шорндорф – Швебіш-Гмюнд — Аален (залізниця Штутгарт — Бад-Канштатт — Нердлінген[en], лише одна пара поїздів у години пік)
- IRE Штутгарт– Остербуркен (тільки одна пара поїздів у години пік)
- IRE Штутгарт – Крайльсгайм (тільки одна пара поїздів у години пік)

Саксонія і Баварія :
- IRE Франконія-Саксонія Експрес (Franken-Sachsen-Express) Нюрнберг – Марктредвіц/Байройт – Гоф – Плауен-Фогтланд-Оберер – Райхенбах-Фогтланд-Оберер – Цвікау – Глаухау – Хемніц – Флеха – Фрайберг – Дрезден (Залізнична магістраль Саксонія — Франконія[en])

Після зміни розкладу в грудні 2006 року поїзди Міттельзаксен-Фогтланд-Експрес від Гофа до Дрездена стали послугами Regional-Express. Позначення IRE з тих пір використовувалося для експресу Франконія — Саксонія з Нюрнберга до Дрездена, який замінив попередні Intercitys. На відміну від усіх інших маршрутів IRE, експрес Франконія — Саксонія субсидується не організаціями SPNV (місцевого громадського транспорту), а внутрішнім підрозділом DB Fernverkehr.
- IRE Вертгайм – Мільтенберг – Ашаффенбург – Ганау (Майнтальбан[en])

Саксонія-Ангальт і Берлін :
- IRE 25 Магдебург — Берлін Експрес (Magdeburg-Berlin-Express): Магдебург – Берлін-Зюдкройц – Берлін-Потсдам-плац – Берлін-Головний (– станція Берлін-Гезундбруннен) (дві пари поїздів з понеділка по п’ятницю)

## Тимчасові маршрути
Також поїзди IRE протягом року курсували за маршрутом Саарбрюккен – Кайзерслаутерн – Людвігсгафен – Мангайм, маршрутом, який зараз обслуговує Regional-Express. 
У Гессені у 2001 році виникли розбіжності між DB AG, яка , зокрема, визначила маршрути Франкфурт — Гіссен — Кассель і Франкфурт — Гіссен — Зіген маршрутами InterRegioExpress, і Rhein-Main-Verkehrsverbund, яка рішуче відмовлялася прийняти цю нову категорію поїздів і навіть сьогодні використовує історичний термін Stadt-Express. 
Крім того, у кількох федеральних землях після впровадження InterRegioExpress колишні маршрути RE були замінені на маршрути IRE. 
Хоча різниця між IRE та RE ледве помітна, потяги RE та RB можна чітко відрізнити лише за частотою зупинок. 
Перейменування RE на IRE було скасовано в усіх випадках.

## Рухомий склад
Послуги IRE у Баден-Вюртемберзі використовують широкий асортимент транспортних засобів, включно з дизельними потягами класів 611 і 612, двоповерхові вагони різних поколінь і локомотивні поїзди з n вагонами. 
У попередні роки також можна було побачити рейкові автобуси (на лінії Штутгарт — Тюбінген) як поїзди IRE, а також DBAG Class 650 (Regio-Shuttle, у цьому випадку без обслуговування 1-го класу). 
Крім того, до весни 2006 року старі електровози Interregio DR Class 243 у класичній синій лівреї також використовувалися на лінії Карлсруе – Пфорцгайм – Штутгарт як поїзди IRE. 
Однак постачання новіших двоповерхових вагонів і локомотивів Alstom Traxx, призвів до списання цих поїздів.
Дизельні потяги DBAG Class 612 використовуються експресом Франконія — Саксонія.